# Малаэ (Увеа)
Малаэ (уолл. Mala'e), или Малаэтоли (уолл. Mala'etoli), — деревня в районе Хихифо в королевстве Увеа на Уоллис и Футуна. 
В деревне находится аэропорт Хихифо.

## География
Малаэ находится на юге Хихифо, на севере острова Увеа. Граничит с деревней Алеле на северо-востоке.

## Население
Население деревни Малаэ:
| Год  | Численность | Численность |
| ---- | ----------- | ----------- |
| 1996 | 386         |             |
| 2003 | 498         |             |
| 2008 | 500         | [ 5 ]       |
| 2013 | 463         | [ 6 ]       |
| 2018 | 504         | [ 7 ]       |